# Willez
Willez var ett svenskt dansband från Ljungbyhed. Från början hette bandet Milles efter Emil Hansen som kallades Mille, men bytte namn då det redan förekommer ett band med samma namn.
Willez medverkade i Dansbandskampen 2010, där man slutade på andra plats efter segrande Elisas, och man vann bland annat mot Pure Divine och Wizex. I tävlingen tolkade bandet  bland andra låtarna "Jag vill vara din Margareta", "Satellite" och "Snälla snälla".
Den 7 oktober 2013 meddelade Willez via sin hemsida att bandet lagts ner.

## Medlemmar
- Linus Troedsson (sång)
- Emil Hansen (gitarr)
- Johannes Olofsson (bas)
- Oliver Brons (trummor)
- Niklas Lazukic (keyboard och sång)